# 하이 임팩트 게임스
하이 임팩트 게임스(High Impact Games)는 미국의 비디오 게임 회사이다.

## 역사
2003년에 인섬니악 게임스에서 퇴사한 몇 직원에 의해 캘리포니아 버뱅크에 설립되었다.
주로 인섬니악 게임스가 제작한 《라쳇 & 클랭크 시리즈》의 PSP판을 개발하고 있다.

## 게임
- 라쳇 & 클랭크: 공구들고 바캉스
- 시크릿 에이전트 클랭크
- 콜 오브 듀티: 모던 워페어 3